# Lemvig-Thyborøn Håndbold
Lemvig-Thyborøn Håndbold är en handbollsklubb från Lemvig. Laget spelar sina hemmamatcher i Vestjysk Bank Arena i Lemvig.

## Spelartrupp
- Aktuell: 4 januari 2012[1]

| Nr | Land    | Pos | Namn                  |
| -- | ------- | --- | --------------------- |
| 1  | Danmark | MV  | Henrik Jepsen         |
| 16 | Danmark | MV  | Jonas Degnbol         |
| 2  | Norge   | M6  | Andreas Gjeitrem      |
| 3  | Danmark | V6  | Jakob Meier           |
| 6  | Danmark | H6  | Jeppe Green           |
| 9  | Danmark | H6  | Stian Jørgensen       |
| 10 | Danmark | V6  | Jeppe Fruensgaard     |
| 11 | Norge   | H9  | Marius Hovde Andersen |

| Nr | Land    | Pos | Namn               |
| -- | ------- | --- | ------------------ |
| 13 | Danmark | V9  | Jonas Porup        |
| 14 | Danmark | V9  | Torben Vinther     |
| 15 | Danmark | M6  | Martin Allentoft   |
| 17 | Danmark | V6  | Lars Skaarup       |
| 18 | Danmark | M9  | Michael Rosenkvist |
| 20 | Danmark | H9  | Rasmus Søby        |
| 21 | Danmark | V9  | Klaus Thomsen      |